# NGC 5504
NGC 5504 (również PGC 50718 lub UGC 9085) – galaktyka spiralna z poprzeczką (SBbc), znajdująca się w gwiazdozbiorze Wolarza. Odkrył ją Édouard Jean-Marie Stephan 7 czerwca 1880 roku.
W galaktyce tej zaobserwowano supernową SN 2013bb.